# Ламам

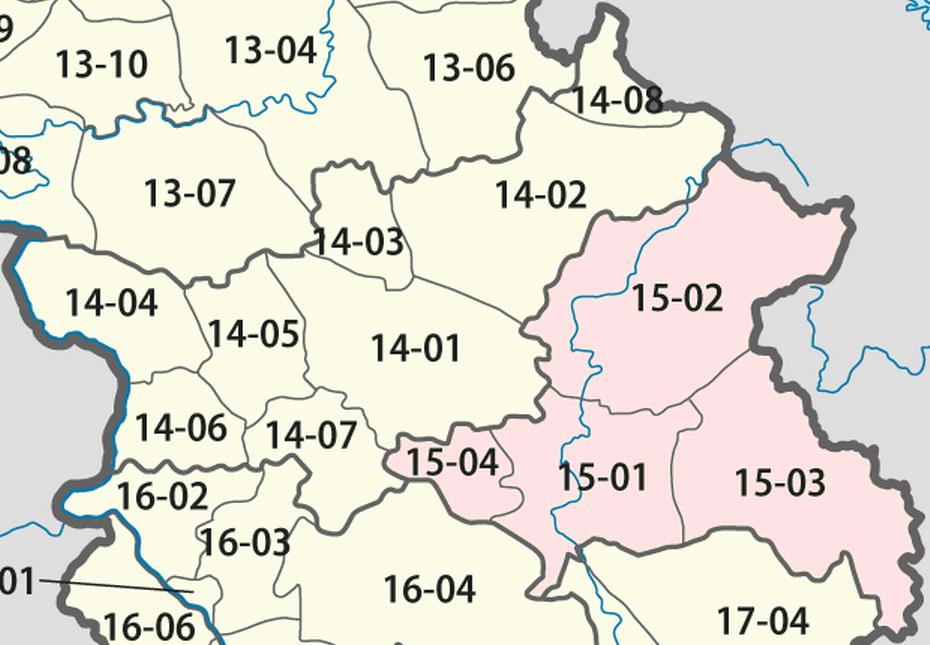
Число 15-01

Ламам — один з районів (лаос. ເມືອງ муанг) провінції Секонг, Лаос.